# Académie nationale des sciences d'Azerbaïdjan
Pour les articles homonymes, voir Académie des sciences.
L'Académie nationale des sciences de la république d'Azerbaïdjan (ANSA) (en azéri : Azərbaycan Milli Elmlər Akademiyası (AMEA)) est la principale institution chargée de la recherche et de la coordination des activités en sciences et sciences sociales de l'Azerbaïdjan. Son siège est situé à Bakou mais elle compte également des bureaux à Gandja, Shaki et Lankaran. Le Præsidium se trouve actuellement dans le bâtiment historique Ismailiyya dans la rue Istiglaliyyat, au centre-ville de Bakou. Elle est principalement financée par des fonds publics.

## Histoire
L’Académie était basée sur la Société azerbaïdjanaise de recherche et d’études scientifiques, affiliée à l’Université d’État de Bakou, puis à l’Académie des sciences de l’URSS.
En 1923, à l'initiative de Nariman Narimanov, la Société azerbaïdjanaise de recherches et d'études, qui comprenait histoire, ethnographie, sciences économiques et sciences naturelles, devint la principale institution scientifique de l'Azerbaïdjan. En 1929, la Société a été réorganisée en Institut de recherche scientifique d’État d’Azerbaïdjan (ASSRI). ASSRI coordonnait des travaux de recherche scientifique et formait des cadres scientifiques pour des écoles secondaires et supérieures spécialisées. En 1932, la branche azerbaïdjanaise de la filiale transcaucasienne de l'Académie des sciences de l'URSS, composée de 11 divisions et de plusieurs comités, a été organisée sur la base de l'ASSRI. Le chef de la branche était A. Ruhulla. Des scientifiques russes célèbres tels qu'Ivan Gubkin, Alexandre Grossheim, I. Mechchaninov, Iosif Yesman et des érudits azerbaïdjanais tels que Bakir Tchobanzadeh, Moussa Afandiyev, Veli Khuluflu, A. Mammadov, Salman Mumtaz, A. Taghizadeh, etc. ont dirigé des recherches scientifiques.
En 1935, la branche azerbaïdjanaise de l'affilié transcaucasien de l'Académie des sciences de l'URSS a été réorganisée pour devenir l'affilié azerbaïdjanais de l'Académie des sciences de l'URSS. Les instituts de recherche en chimie, botanique, zoologie, histoire, ethnographie et archéologie, langue et littérature, ainsi que les divisions de l'énergie, de la physique, de la géologie et des sciences du sol ont été créés à la base des départements existants de la Direction.
L'Académie a été fondée à partir de la société de l'Azerbaïdjan pour la recherche scientifique et des études, qui a été affiliée à l'université d'État de Bakou et plus tard à l'Académie des sciences d'URSS.
L'Académie a été officiellement créée le 23 janvier 1945 par le Conseil des commissaires du peuple de l'URSS. Au cours de sa première année, l'Académie a nommé 15 membres, dont le compositeur Uzeyir Hajibeyov et l'écrivain Samed Vurgun.
Conformément au décret présidentiel du 15 mai 2001, l'Académie des sciences d'Azerbaïdjan s'est vu attribuer le statut d ' "Académie nationale des sciences" (ANSA). Après deux ans, l'ANSA s'est vu octroyer le statut d'organisme d'État suprême chargé de la recherche scientifique et scientifique. politique technique de l'Azerbaïdjan. Sa charte a été accordée le document d'état.
À la suite des décrets présidentiels des 12 janvier et 5 mai 2004, l’Encyclopédie de l’Azerbaïdjan faisait partie de l’ANSA et le Centre scientifique de l’Encyclopédie nationale de l’Azerbaïdjan a été créé.
Le Présidium est actuellement situé dans le bâtiment historique Ismailiyya, dans la rue Istiglaliyyat, au centre de Bakou.
Le 28 juillet 2022, par décret du président de l'Azerbaïdjan, le Musée national de l'histoire de l'Azerbaïdjan de l'ANSA, le Musée de la littérature azerbaïdjanaise Nizami Gandjavi et Maison-musée de Huseyn Djavid ainsi que leurs biens, ont été transférés à la subordination du ministère de la Culture d'Azerbaïdjan, et les instituts de l'Académie nationale des sciences liées aux sciences techniques et naturelles ont été transférés à la subordination du Ministère de la Science et de l'éducation de l'Azerbaïdjan.

## Structure
L'Académie nationale des sciences de la république d'Azerbaïdjan est divisée intérieurement en cinq départements (avec plus de trente institutions scientifiques et culturelles à travers le pays, dont l'Institut des manuscrits de Bakou et l'Institut de linguistique du nom de Nasimi). Ces départements sont:
- Département de physique, de mathématiques et des sciences techniques
- Département de chimie
- Département des sciences de la Terre
- Département de biologie
- Département des sciences sociales.

L'Académie a des branches régionales à Gandja, Chaki et Lankaran.

## Membres
L'Académie dispose d'un système de membres de deux étapes. Il y a actuellement 57 membres actifs et 104 membres correspondants. La composition est obtenue par un vote. En outre, l'Académie peut accorder le statut de membre honoraire.
Les membres à part entière de l'Académie sont choisis parmi les membres correspondants de l'Académie, qui sont citoyens de l'Azerbaïdjan. Ils mènent des recherches scientifiques et enrichissent les connaissances scientifiques.
Les citoyens justes de la république d'Azerbaïdjan peuvent être élus membres correspondants de l'Académie. Ces candidats devraient bénéficier de services importants dans le développement des sciences à l’étranger, ainsi qu’en Azerbaïdjan.
Les membres étrangers de l’Académie sont choisis parmi les savants qui apportent une contribution précieuse au monde et à la science azerbaïdjanaise des pays étrangers.Les membres honoraires de l’Académie sont choisis parmi les citoyens de l’Azerbaïdjan, les étrangers et les apatrides, reconnus mondialement comme État, public figures scientifiques et culturelles. Les membres honoraires de l'Académie peuvent également être élus au Présidium en même temps que l'assemblée générale de l'Académie. Les membres effectifs et correspondants de l'Académie sont sélectionnés pour la vie.
Le nombre de membres effectifs et correspondants de l'Académie est déterminé par le président de l'Azerbaïdjan, en tenant compte de la décision de l'assemblée générale de l'Académie. Les membres de l’Académie devraient contribuer à l’application des réalisations scientifiques, préparer le personnel scientifique, s’acquitter des tâches scientifiques et organisationnelles du Présidium et participer aux réunions générales de l’Académie et de son unité scientifique.
Les membres de l'Académie ont le droit de demander au Présidium de l'Académie de créer les conditions leur permettant de mener leurs recherches scientifiques; présenter des questions scientifiques et organisationnelles-scientifiques pour la discussion du présidium de l'Académie et du bureau de l'unité scientifique dont elles sont membres, pour débattre de ces questions à l'Assemblée générale de l'Académie et de l'unité scientifique par l'intermédiaire du Présidium et de l'Office des divisions scientifiques. Lorsqu'un membre de l'académie ne remplit pas ses fonctions conformément à la charte de l'ANSA, le conseil d'administration de l'académie en discute individuellement et le soumet à l'assemblée générale de l'académie.
Le membre étranger de l'Académie présente au Présidium de l'Académie des propositions sur le développement de la recherche scientifique et le développement de la coopération scientifique internationale dans le département scientifique. Les élections des membres titulaires, correspondants, étrangers et honoraires de l'Académie se tiennent au moins une fois tous les trois ans.

## Présidents
L'exécutif principal est le président de l'Académie nationale des sciences de la république d'Azerbaïdjan qui est choisi par le vote des membres de l'Académie. Historiquement, les présidents de l'Académie nationale des Sciences de la république d'Azerbaïdjan ont été les suivants :
| Nom du président          | Période             |
| ------------------------- | ------------------- |
| Mir-Asadoulla Mirgassimov | 1945–1947           |
| Youssif Mammadaliev       | 1947–1950 1958–1961 |
| Musa Aliyev               | 1950–1958           |
| Zahid Khalilov            | 1961–1967           |
| Roustam Ismaïlov          | 1967–1970           |
| Hassan Abdoullaïev        | 1970–1983           |
| Eldar Salaïev             | 1983–1997           |
| Faramaz Magsoudov         | 1997–2000           |
| Mahmoud Karimov           | 2000–2013           |
| Akif Alizade              | 2013–2019           |
| Ramiz Mehdiyev            | 2019—2022           |
| Isa Habibbayli            | 2022—present        |

## Relations internationales

### Accords
L'Académie nationale des sciences d'Azerbaïdjan (ANSA) a signé des mémorandums, accords de coopération dans le domaine de la science et de la technologie avec des académies scientifiques compétentes dans le monde, telles que l'Académie polonaise des sciences, Turque Conseil de la recherche scientifique et technologique (TSTRC), Académie des sciences de la république du Tadjikistan, Académie des sciences de la Moldavie, Académie des sciences de Lettonie, Académie espagnole de l'économie et des finances, Académie de turque (Académie du Kazakhstan), Académie serbe des sciences et des arts , Académie israélienne des sciences humanitaires et médicales, Centre turc d'études sur la caspienne.